# آمبروئاز اویونگو
آمبروئاز اویونگو (انگلیسی: Ambroise Oyongo؛ زادهٔ ۲۲ ژوئن ۱۹۹۱) بازیکن فوتبال اهل کامرون است.
از باشگاه‌هایی که در آن بازی کرده است می‌توان به باشگاه فوتبال مونترال، باشگاه فوتبال نیویورک رد بولز، و باشگاه فوتبال کاتن اسپورت اشاره کرد.
وی همچنین در تیم‌های ملی فوتبال زیر ۲۰ سال کامرون و کامرون بازی کرده است.